# Esgrima nos Jogos Olímpicos de Verão de 2016
As disputas de esgrima nos Jogos Olímpicos de Verão de 2016, no Rio de Janeiro, foram disputadas no período de 6 a 14 de agosto de 2016. As provas foram disputadas na Arena Carioca 3, no Parque Olímpico da Barra, na Barra da Tijuca. Cerca de 212 esgrimistas, em igual número no masculino e feminino disputaram em dez competições.
A esgrima moderna passou a ser vista como esporte a partir do século XIX e no final deste já havia evoluído e competições se tornaram mais comuns, o que levou o esporte a ser incluído na primeira edição dos Jogos Olímpicos modernos, em 1896, com disputas no florete e no sabre. A espada só foi introduzida na edição seguinte, em 1900. Apenas nos Jogos de Amsterdã, em 1924, foi incluída uma disputa feminina, no florete. A disputa feminina em espada só foi adicionada em Atlanta, em 1996 e oito anos depois foi a vez do sabre. É um dos poucos esportes que esteve presente em todos os Jogos Olímpicos da era moderna.
A Federação Internacional de Esgrima manteve dez modalidades, formato e sistema de rotação dos Jogos de 2008 e 2012, substituiu as modalidades por equipe de sabre masculino por espada e florete feminino por sabre.

## Eventos
As três modalidades são disputadas em competições individuais masculinas e femininas. Nos Jogos do Rio de Janeiro, apenas espada foi disputada no masculino e no feminino por equipes, enquanto florete só foi disputado no masculino e sabre somente no feminino.
As competições individuais da modalidade com disputa por equipe foram disputadas entre trinta e cinco e trinta e oito esgrimistas, enquanto as demais foram disputadas entre trinta e dois e trinta e quatro atletas. As equipes são compostas de três esgrimistas, podendo contar com um atleta reserva.
| Modalidade | Individual | Individual | Equipe | Equipe |
| Modalidade | F          | M          | F      | M      |
| ---------- | ---------- | ---------- | ------ | ------ |
| Espada     | 37         | 38         | 9      | 9      |
| Florete    | 34         | 35         |        | 8      |
| Sabre      | 36         | 32         | 8      |        |

## Qualificatórias
Com exceção de algumas vagas disputadas em torneios continentais, a maior parte das vagas foi definida com base em ranking específico encerrado em 4 de abril de 2016.
As vagas conquistadas para os torneios de equipe pertencem ao Comitê Olímpico Nacional, enquanto as vagas individuais são reservadas para o próprio atleta que a conquistou. Todos os atletas inscritos para as vagas por equipe participam das competições individuais da respectiva modalidade.

## Formato da disputa

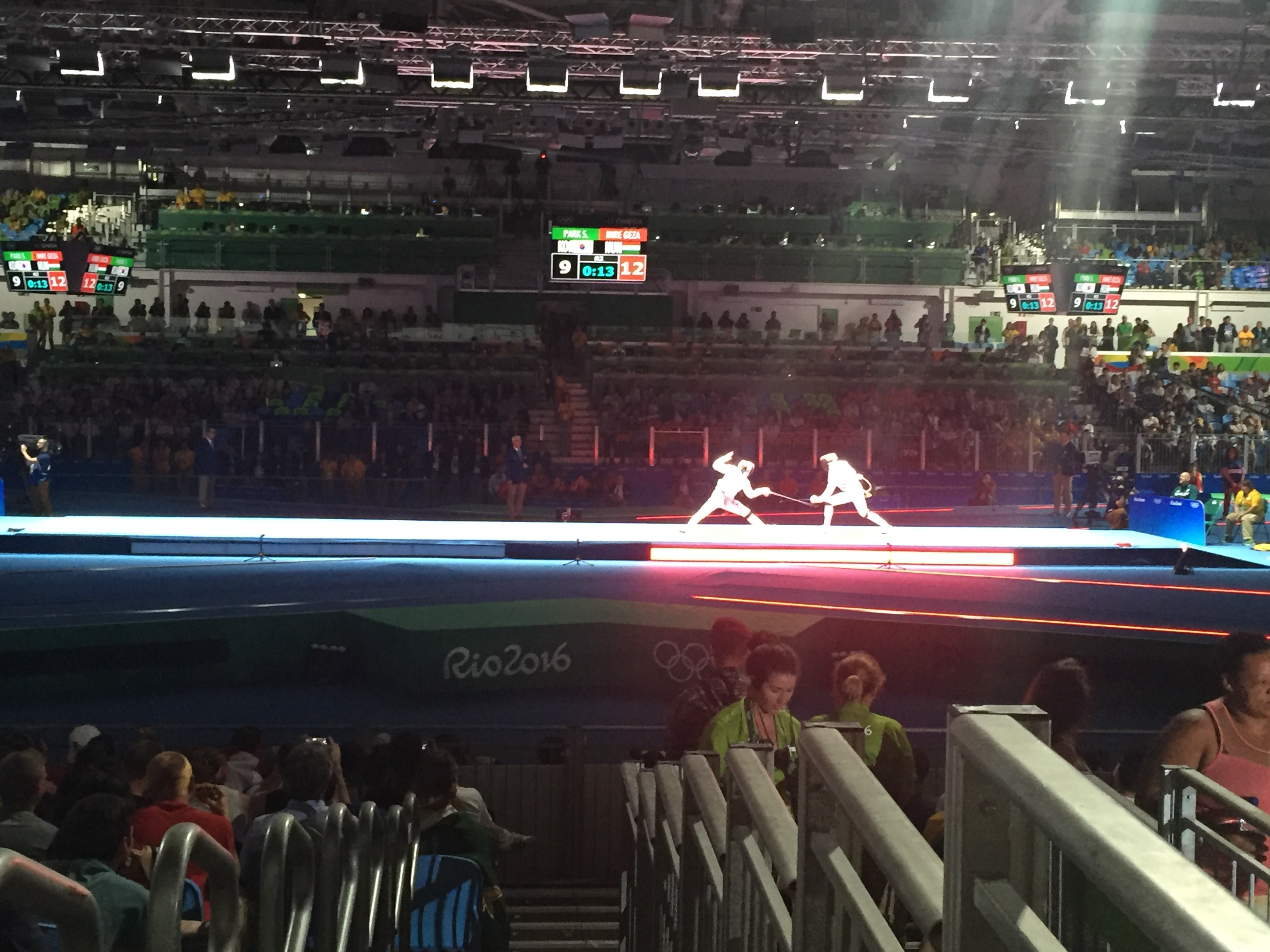
A Arena Carioca 3 sediou as competições de esgrima.

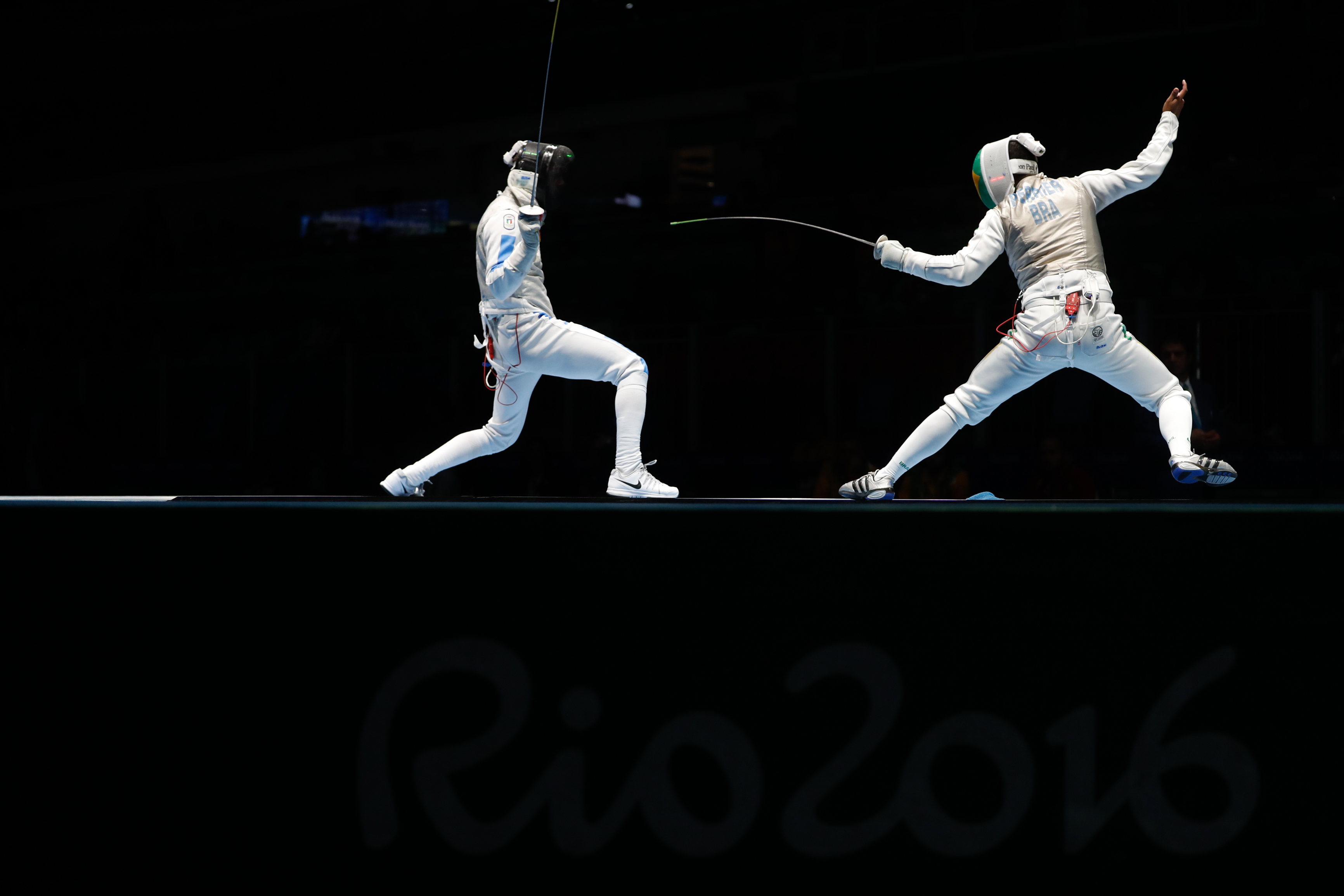
Combate durante competição de florete por equipes masculino.

A distribuição inicial de esgrimistas ou equipes nas chaves é estabelecida de acordo com o ranking oficial FIE, atualizado e ajustado em maio de 2016. Empates no ranking ou atletas não ranqueados serão distribuídos por sorteio.
Todos as disputas se desenvolvem no formato de chaves, em único confronto, com o vencedor se classificando para a próxima fase.
Disputas individuais
Nas disputas individuais de espada, florete masculino e sabre feminino, por serem disputados também por equipe, os esgrimistas foram distribuídos em uma tabela incompleta de chaves para sessenta e quatro competidores, equivalente a no máximo seis confrontos até a final.
Para as disputas individuais de sabre masculino, os trinta e dois atletas foram distribuídos em uma tabela completa de chaves, equivalente a no máximo cinco confrontos até a final. Para o florete feminino foi utilizada tabela incompleta de chaves para sessenta e quatro competidores.
Os confrontos individuais foram disputados até que um esgrimista consiga quinze toques no oponente, em três períodos de 3 minutos. Caso nenhum dos esgrimistas atinja essa marca, vence o que tiver obtido maior número de toques, com prorrogação de um minuto em caso de empate, até que um dos esgrimistas consiga um toque. Se persistir o empate, será decidido por sorteio eletrônico.
Disputas por equipe
Nas disputas por equipe, a tabela utilizada depende do número de equipes que participam de cada torneio, para as disputas de espada foi utilizada tabela incompleta de 16 competidores (máximo de quatro confrontos), para as demais foi a tabela completa de oito (máximo de três confrontos).
As disputas por equipe têm o objetivo de atingir quarenta e cinco toques no oponente, durante nove períodos de no máximo 3 minutos, em que os membros de cada equipe se revezam de forma a haver um confronto com cada atleta oponente. O período pode ser finalizado caso a soma de toques atinja o múltiplo de cinco correspondente àquele confronto (primeiro período cinco toques, segundo dez, terceiro quinze, até o nono com 45). Caso nenhuma das equipes atinja quarenta e cinco toques, vence a que tiver obtido maior número de toques. Em caso de empate é disputada uma prorrogação de um minuto entre esgrimistas selecionados aleatoriamente de forma eletrônica, até que um dos esgrimistas consiga um toque. Se persistir o empate, será decidido por sorteio eletrônico.

## Calendário
|           |            | Sábado 6 ago | Domingo 7 ago | Segunda 8 ago | Terça 9 ago | Quarta 10 ago | Quinta 11 ago | Sexta 12 ago | Sábado 13 ago | Domingo 14 ago |
| Masculino | Masculino  | Masculino    | Masculino     | Masculino     | Masculino   | Masculino     | Masculino     | Masculino    | Masculino     | Masculino      |
| --------- | ---------- | ------------ | ------------- | ------------- | ----------- | ------------- | ------------- | ------------ | ------------- | -------------- |
| Florete   | Individual |              | Final         |               |             |               |               |              |               |                |
| Espada    | Individual |              |               | Final         |             |               |               |              |               |                |
| Sabre     | Individual |              | Final         |               |             |               |               |              |               |                |
| Florete   | Por equipe |              |               | Final         |             |               |               |              |               |                |
| Espada    | Por equipe |              |               | Final         |             |               |               |              |               |                |
| Feminino  |            |              |               |               |             |               |               |              |               |                |
| Espada    | Individual | Final        |               |               |             |               |               |              |               |                |
| Sabre     | Individual |              |               | Final         |             |               |               |              |               |                |
| Florete   | Individual |              |               | Final         |             |               |               |              |               |                |
| Espada    | Por equipe |              | Final         |               |             |               |               |              |               |                |
| Sabre     | Por equipe |              |               | Final         |             |               |               |              |               |                |

## Medalhistas
Masculino
| Evento                       | Ouro                                                                        | Prata                                                                        | Bronze                                                                                   |
| ---------------------------- | --------------------------------------------------------------------------- | ---------------------------------------------------------------------------- | ---------------------------------------------------------------------------------------- |
| Espada individual detalhes   | Park Sang-young KOR Coreia do Sul                                           | Géza Imre HUN Hungria                                                        | Gauthier Grumier FRA França                                                              |
| Florete individual detalhes  | Daniele Garozzo ITA Itália                                                  | Alexander Massialas USA Estados Unidos                                       | Timur Safin RUS Rússia                                                                   |
| Sabre individual detalhes    | Áron Szilágyi HUN Hungria                                                   | Daryl Homer USA Estados Unidos                                               | Kim Jung-hwan KOR Coreia do Sul                                                          |
| Espada por equipes detalhes  | Yannick Borel Daniel Jérent Jean-Michel Lucenay Gauthier Grumier FRA França | Enrico Garozzo Marco Fichera Paolo Pizzo Andrea Santarelli ITA Itália        | Géza Imre András Rédli Péter Somfai Gábor Boczkó HUN Hungria                             |
| Florete por equipes detalhes | Artur Akhmatkhuzin Alexey Cheremisinov Timur Safin RUS Rússia               | Jérémy Cadot Enzo Lefort Erwan Le Péchoux Jean-Paul Tony Helissey FRA França | Miles Chamley-Watson Alexander Massialas Gerek Meinhardt Race Imboden USA Estados Unidos |

Feminino
| Evento                      | Ouro                                                                         | Prata                                                                    | Bronze                                                                            |
| --------------------------- | ---------------------------------------------------------------------------- | ------------------------------------------------------------------------ | --------------------------------------------------------------------------------- |
| Espada individual detalhes  | Emese Szász HUN Hungria                                                      | Rossella Fiamingo ITA Itália                                             | Sun Yiwen CHN China                                                               |
| Florete individual detalhes | Inna Deriglazova RUS Rússia                                                  | Elisa Di Francisca ITA Itália                                            | Inès Boubakri TUN Tunísia                                                         |
| Sabre individual detalhes   | Yana Egorian RUS Rússia                                                      | Sofiya Velikaya RUS Rússia                                               | Olha Kharlan UKR Ucrânia                                                          |
| Espada por equipes detalhes | Loredana Dinu Simona Gherman Simona Pop Ana Maria Popescu ROU Romênia        | Hao Jialu Sun Yiwen Sun Yujie Xu Anqi CHN China                          | Olga Kochneva Violetta Kolobova Tatiana Logunova Lyubov Shutova RUS Rússia        |
| Sabre por equipes detalhes  | Sofya Velikaya Yuliya Gavrilova Yana Egorian Yekaterina Dyachenko RUS Rússia | Olga Kharlan Olena Kravatska Alina Komashchuk Olena Voronina UKR Ucrânia | Ibtihaj Muhammad Dagmara Wozniak Mariel Zagunis Monica Aksamit USA Estados Unidos |

## Quadro de medalhas
| Ordem | País               | Medalha de ouro | Medalha de prata | Medalha de bronze |    | Ordem por total |
| ----- | ------------------ | --------------- | ---------------- | ----------------- | -- | --------------- |
| 1     | RUS Rússia         | 4               | 1                | 2                 | 7  | 1               |
| 2     | HUN Hungria        | 2               | 1                | 1                 | 4  | 2               |
| 3     | ITA Itália         | 1               | 3                |                   | 4  | 2               |
| 4     | FRA França         | 1               | 1                | 1                 | 3  | 5               |
| 5     | KOR Coreia do Sul  | 1               |                  | 1                 | 2  | 6               |
| 6     | ROU Romênia        | 1               |                  |                   | 1  | 9               |
| 7     | USA Estados Unidos |                 | 2                | 2                 | 4  | 2               |
| 8     | CHN China          |                 | 1                | 1                 | 2  | 6               |
| 8     | UKR Ucrânia        |                 | 1                | 1                 | 2  | 6               |
| 10    | TUN Tunísia        |                 |                  | 1                 | 1  | 9               |
| TOTAL | TOTAL              | 10              | 10               | 10                | 30 | —               |